# Laboratoire de catalyse de Lille
Pour les articles homonymes, voir UCCS.
L'Unité de catalyse et de chimie du solide (UCCS) fait partie de l'Institut des molécules et de la matière condensée de Lille (IMMCL-Chevreul) et mutualise les moyens de recherche du Laboratoire de catalyse de Lille dans les domaines génie des procédés, catalyse, chimie du solide sur le campus Cité scientifique de l'Université de Lille et de l'École centrale de Lille et le site lensois de l'Université d'Artois.
Ses recherches et supports à l'enseignement s'insèrent dans les activités de l'École doctorale des sciences de la matière, du rayonnement et de l'environnement (ED-104 SMRE) Lille Nord de France et l'École Doctorale Sciences, Technologie, Santé (EDSTS 585).
Ce site est desservi par la station de métro Cité Scientifique - Professeur Gabillard.

## Historique
Le Laboratoire de catalyse de Lille est l'héritier des équipes de recherche de l'Institut de chimie de Lille  et de l'Institut industriel du Nord fondés au XIXe siècle.
Il base son action sur la collaboration entre l'École nationale supérieure de chimie de Lille et l'École centrale de Lille, incarnée depuis 1977 par le partage d'installations de génie des procédés. 
Cette coopération conduisit à la création du Laboratoire de génie chimique et d'automatique (LGCA) dans les locaux de l'École centrale de Lille.
L'équipe commune Centrale-Lille Chimie-Lille devient l'équipe de génie chimique de Lille au sein du Laboratoire de catalyse de Lille (UPRESA 8010 CNRS) créé en 1954 par l'université de Lille et couvrant les domaines des catalyses hétérogènes et catalyses homogènes.
L'unité a été créée en 2006 par la fusion du Laboratoire de catalyse de Lille (Dir. E. Payen) et du Laboratoire de Cristallochimie et Physico-chimie du Solide (Dir. F. Abraham). Son périmètre s'est élargi au 1er janvier 2008 par l'intégration du laboratoire de Physico-Chimie des Interfaces et Applications de l'Université d'Artois (Dir. E. Monflier). Elle a été dirigée par Edmond Payen de 2006 à 2009. Elle est actuellement dirigée par Lionel Montagne.
L'UCCS bénéficie notamment d'une plateforme intégrée appliquée au criblage haut débit de catalyseurs pour les bioraffineries (Equipex Realcat) construite en 2012.

## Thématiques et politique scientifique
Les recherches menées à l'UCCS se situent dans deux principaux champs scientifiques : l'Énergie et le Développement durable, lesquels sont déclinés en trois axes, à savoir la catalyse hétérogène, la catalyse et chimie moléculaire, et la chimie du solide. Les finalités des activités de recherche de l'Unité sont orientées notamment vers la valorisation catalytique de la biomasse, la chimie fine, la chimie végétale, le traitement de la pollution, les nouveaux carburants, les combustibles et déchets nucléaires, les piles à combustible, et les matériaux éco-compatibles.
La stratégie scientifique se décline sur trois niveaux, mis en œuvre au sein des trois axes de l'Unité :
1. une démarche de synthèses, cœur du métier de chimiste, avec des synthèses de composés moléculaires et de solides iono-covalents, de catalyseurs supramoléculaires, organométalliques, nanostructurés, de céramiques à conduction ionique, de verres autocicatrisants, de céramiques magnétiques, et de films minces ferroélectriques ;
2. le développement et l'utilisation de méthodes de caractérisation avancées incluant la RMN des solides, la cristallographie électronique, la microscopie champ proche à force piézoélectrique, l'XPS ToF-SIMS LEIS, et l'EXAFS-rapide. La plupart de ces méthodes sont utilisées en mode operando ou in situ et sont complétées par des modélisations ;
3. la mise en œuvre des matériaux et de processus catalytiques, de l'échelle laboratoire à l’échelle semi-pilote.